# Santaloides monadelphum
Santaloides monadelphum là một loài thực vật có hoa trong họ Connaraceae. Loài này được (Roxb.) Kuntze miêu tả khoa học đầu tiên năm 1891.